# Inostemma senegalense
Inostemma senegalense är en stekelart som beskrevs av Jean Risbec 1950. Inostemma senegalense ingår i släktet Inostemma och familjen gallmyggesteklar. Inga underarter finns listade i Catalogue of Life.